# Lorenzo 1992
Lorenzo 1992 è il quinto album di Jovanotti, pubblicato nel 1992.
L'album, disponibile su long playing, musicassetta e compact disc, contiene fra l'altro Non m'annoio e Ragazzo fortunato, due fra i brani più noti dell'artista.
La foto di copertina fu scattata nel sottotetto in Via Rembrandt a Milano dove abitava Lorenzo.

## Tracce
1. Il rap – 3:26 (Jovanotti)
2. Non m'annoio – 3:43 (Jovanotti, Renato Pareti)
3. Ragazzo fortunato – 4:50 (Jovanotti, Michele Centonze, Augusto Martelli)
4. Puttane e spose – 4:00 (Jovanotti)
5. Benvenuti nella giungla – 4:13 (Jovanotti, Saturnino Celani)
6. Televisione televisione – 2:24 (Jovanotti, Claudio Cecchetto, Luca Cersosimo)
7. Io no – 4:56 (Jovanotti, Saturnino Celani, Augusto Martelli, Luca Cersosimo)
8. Sai qual è il problema – 3:17 (Jovanotti)
9. Chissà se stai dormendo – 5:11 (Jovanotti, Massimo Mariello)
10. Estate 1992 – 4:17 (Jovanotti, Michele Centonze, Augusto Martelli)
11. Vai con un po' di violenza – 3:26 (Jovanotti)
12. Ho perso la direzione – 4:29 (Jovanotti)

## Formazione
- Jovanotti - voce
- Saturnino - basso
- Michele Centonze - chitarra
- Massimo Mariello - tastiera
- Marco Guarnerio - chitarra (voce aggiuntiva non accreditata)
- Mario Riso - batteria
- Fabrizio Rioda - chitarra
- Gianni Faré - fisarmonica
- Daniele Iacono - batteria
- Luca Cersosimo - programmazione
- Giorgio Prezioso - scratch
- Demo Morselli - tromba
- Giancarlo Porro - sax
- Emanuela Cortesi, Lalla Francia - cori